# Hermenegildo Giner de los Ríos
Hermenegildo Giner de los Ríos, född 1847 i Cadiz, död 1923 i Granada, var en spansk filosof och politiker. Han var bror till Francisco Giner de los Ríos.
Giner de los Ríos var 1891–1898 professor i retorik i Alicante och tog 1898 transport till Barcelona. Han tillhörde Manuel Ruiz Zorrillas republikanska parti. Giner de los Ríos utgav ett 70-tal arbeten och var redaktör för "Biblioteca Andaluza". Av särskilt värde är hans Filosofia y arte (1878), Arte literario ó retórica (1891), Princípios de literatura (1892) och Manual de estética y teoría del arte (1895).